# Heinrich Coerper

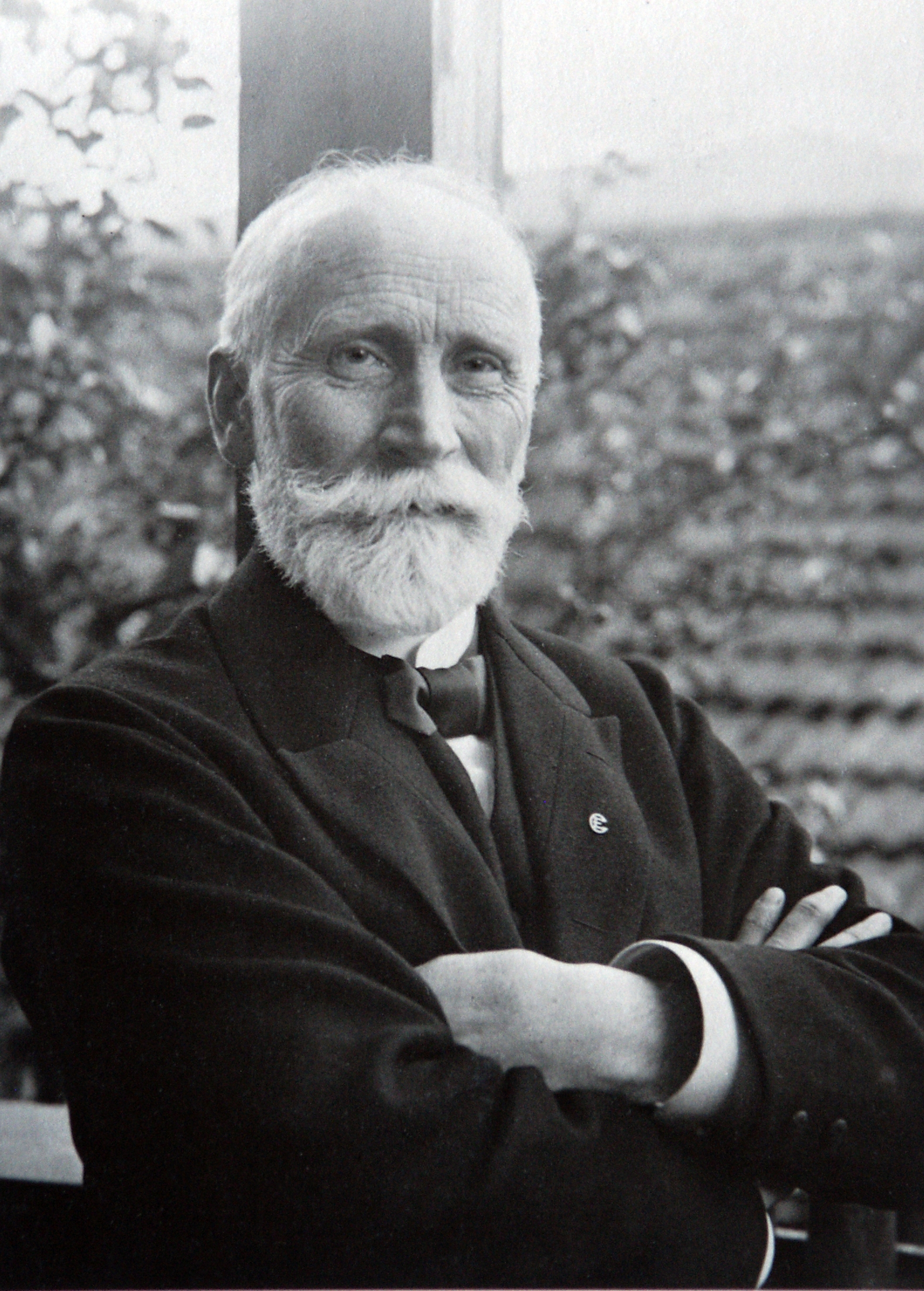
Heinrich Coerper

Pfarrer Heinrich Coerper (* 3. März 1863 in Meisenheim; † 8. Juli 1936 in Lahr-Dinglingen) war ein deutscher Geistlicher und Gründer und Leiter der heutigen Liebenzeller Mission in Bad Liebenzell im Schwarzwald.

## Leben
Coerper wurde als siebtes Kind einer Pfarrersfamilie geboren. Nach der Lateinschule im Heimatort und besuchte er ab 1877 das Gymnasium in Köln, wo er bei seinem älteren Bruder Fritz wohnte. Nach Abschluss des Examens studierte er Theologie in Halle, ab 1884 in Tübingen, Utrecht, Berlin und ab 1886 in Bonn. 1887 folgte seine Militärzeit beim Garde-Füsilier-Regiment in Berlin, wo er als Soldat bei der Beerdigung des deutschen Kaisers Friedrich III. anwesend war. In Berlin prägten ihn Predigten von Rudolf Kögel und Adolf von Stoecker. Zunächst ein begeisterter Humanist, wurde er in den folgenden Jahren entscheidend geprägt durch pietistische Persönlichkeiten wie Theodor Christlieb und Elias Schrenk, die ihn zum aktiven Christsein anregten. 1888/1889 arbeitete Coerper als Lehrer an der Evangelistenschule Johanneum in Bonn. Von 1890 bis 1894 war er zweiter Pfarrer der Kapellengemeinde in Heidelberg, begann dort eine umfangreiche Arbeit unter Kindern und Studenten und wurde 1895 Mitgründer der Deutschen Christlichen Studentenvereinigung. In dieser Zeit kam er auch durch Otto Stockmayer, Georg Müller und Hudson Taylor (Gründer der China-Inland-Mission, heute: Overseas Missionary Fellowship International [OMF]) in Kontakt mit dem englischen Christentum und hat an Veranstaltungen der Keswick-Bewegung teilgenommen. Nach seiner Heirat hatte Coerper bis 1897 die Pfarrstelle in Essen inne, wo er zum Vorsitzenden des Blaukreuzvereins gewählt wurde. Danach war er bis 1899 Pfarrer am Diakonissenhaus in Straßburg.
Am 13. November 1899 gründete Coerper in Hamburg-Uhlenhorst den „Deutschen Zweig der englischen China-Inland-Mission“ und am 1. Januar 1900 veröffentlichte er erstmals die deutsche Ausgabe des Missionsnachrichten-Blattes „Chinas Millionen“. Am 5. April 1902 zog die Missionsfamilie nach Liebenzell in den Schwarzwald um, da ihnen das Haus in Hamburg gekündigt wurde. 1906 wurde der Name in „Liebenzeller Mission im Verband der China-Inland-Mission“ geändert, später „Liebenzeller Mission“.
1900 begann Coerper die Ausbildung von Missionaren und Missionsschwestern, später auch für die Mitarbeit in Deutschland. Von pietistischer Euphorie und strengem, eschatolisch motiviertem Biblizismus getragen, war diese Ausbildung einzig auf das geistliche Moment beschränkt. Coerper schreibt in den „Grundsätzen der China-Inland-Mission“ von 1903: „Soll denn des Leeren-Stroh-dreschens [sc. der theologisch-wissenschaftlichen Arbeit] kein Ende werden? […] Nur wenn Jesus unser Herz und Gewissen in Seiner Hand hat, können wir göttliche Logik studieren.“ Nur dank dieser Grundlage könne das Ziel der Mission erreicht werden: „möglichst schnell möglichst viel Menschen [vor der Wiederkunft Christi] mit dem Evangelium“ zu erreichen.
Bis heute wird diese Ausbildung im Theologischen Seminar der Liebenzeller Mission und ab 2011 als Internationale Hochschule Liebenzell weiter geführt. Bereits 1900 wurde unter Coerpers Leitung der erste Missionar nach China entsandt sowie von England entsandte deutsche Missionare und Missionarinnen übernommen. 1903 folgten die ersten selbst ausgebildeten Missionare. 1906 wurde die Arbeit in der Südsee begonnen (Ponape, Mortlockinseln, Chuuk, Palau, Yap, Manus) und 1927 in Japan.
Coerper gründete 1904 den „Süddeutschen EC-Verband“ und war bis 1933 auch dessen Vorsitzender, des heutigen „Südwestdeutschen Jugendverbandes Entschieden für Christus“ (SWD-EC). 1910 war er Mitbegründer und Vorsitzender der Neupietistischen „Süddeutschen Vereinigung für Evangelisation und Gemeinschaftspflege“ (ab 1993 „Süddeutscher Gemeinschaftsverband“) mit Sitz in Cannstatt. 1933 schloss Coerper Christen und christliche Kreise in Süddeutschland zum „Liebenzeller Gemeinschaftsverband“ zusammen.
Am 8. Juli 1936 starb Heinrich Coerper in Lahr-Dinglingen, seine Grabstätte befindet sich bei der Stadtkirche in Bad Liebenzell. Die Arbeit der Liebenzeller Mission wurde ab Januar 1934 von Ernst Buddeberg, dem Schwiegersohn seines Bruders Fritz Coerper, weitergeführt.

## Kritik
Coerper galt als »Neutraler«, da er 1909 die Berliner Erklärung gegen die Pfingstbewegung nicht mit unterzeichnete. Dennoch hatte er 1930 noch Kontakt zu freien pfingstkirchlichen Kreisen. Schon 1915 äußerte er sich negativ zum Judentum: „Das Judentum ist nicht eine Religion, sondern eine Rasse.“ 1932 riet er seinen Glaubensgenossen, Hitler die Stimme zu geben, was aber innerhalb der Gemeinschaftsbewegung umstritten war. Denn er war nationalkonservativ, kaisertreu und patriotisch geprägt. Ein Führer, der sowohl gegen das katholische Zentrum, die Weimarer Demokratie als auch gegen den Kommunismus kämpfte, kam ihm daher sehr gelegen. Die wenigen Zweifel, die der Pietist hatte, wischte er beiseite und gratulierte Hitler dem Zeitgeist entsprechend zum Wahlerfolg.

## Würdigungen
- Heinrich-Coerper-Weg: ein seit April 2002 nach ihm benannter Weg in Bad Liebenzell.[6][7]
- klangcoerper: so nennt sich seit 2012 der IHL-Hochschulchor in Anlehnung an ihn als Gründer der Liebenzeller Mission.[8]
- Die „Klein-Wildbad-Quelle“ der Stadt Bad Liebenzell wurde im Juli 2005 in Heinrich-Coerper-Quelle umbenannt.[9][10]

## Privates
Am 18. September 1894 heiratete Heinrich Coerper seine aus Biel/Bienne gebürtige Frau Ruth Robert, die er in Dinglingen kennen lernte, wo auch die Hochzeit stattfand. Das Paar hatte vier Kinder.

## Schriften

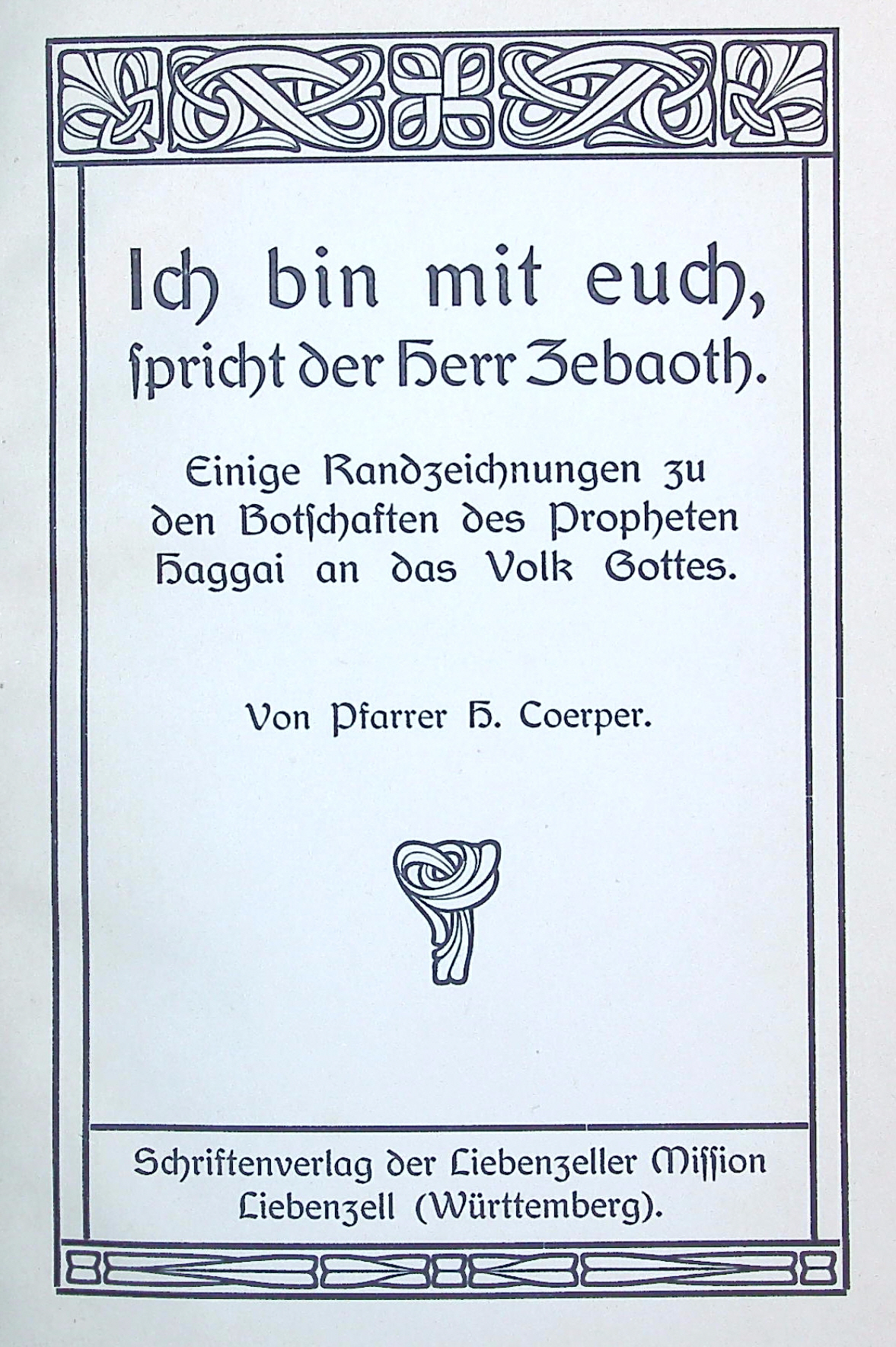
Titelblatt einer Schrift aus dem Jahr 1911

- Ist Heidenmission noch zeitgemäß?, Bad Liebenzell (o. J.).
- China und die Missionare. Eine wahre Beantwortung der Fragen: Wie hat Europa sich an China verschuldet? und Was ist Europa China schuldig?, St. Johannis, Lahr-Dinglingen 1901.
- Die Missionspflicht der Gemeinde Gottes, Bad Liebenzell, 1904.
- Das Werk der China-Inland-Mission in Liebenzell, Bad Liebenzell, vor 1906.
- Pastor Johannes Röschmann: Ein Lebensbild aus den Anfängen der Gemeinschaftsbewegung unserer Zeit, G. Ihloff, Neumünster 1906.
- Ich bin mit euch, spricht der Herr Zebaoth. Einige Randzeichnungen zu den Botschaften des Propheten Haggai an das Volk Gottes. Liebenzell 1911.
- Die dort oben, Schriftenverlag der Liebenzeller Mission; Johannis-Verlag, Lahr-Dinglingen 1918.
- Die letzte Viertelstunde, Schriftenverlag der Liebenzeller Mission; Johannis-Verlag, Lahr-Dinglingen 1919.
- Kleiner Wahlkatechismus, Flugblatt, 1919.
- Gnade um Gnade. Einiges über Werden und Wirken der Liebenzeller Mission 1899–1924, Verlag der Buchhandlung der Liebenzeller Mission, Bad Liebenzell 1924.
- Das Gebet, das Machtmittel der Kinder Gottes, (Vortrag) Verlag der Buchhandlung der Liebenzeller Mission, Bad Liebenzell 1930.

durch Wilhelm Steinhilber herausgegeben (postum)
- Segensworte, Johannis, Lahr-Dinglingen 1937, ISBN 978-3-88002-703-9.
- Was hast du für die Mission getan? Fragen an alte und junge Missionsfreunde, Verlag der Buchhandlung der Liebenzeller Mission, Bad Liebenzell 1937.
- Ratschläge für dein Glaubensleben, Verlag der St.-Johannis-Druckerei, Schweickhardt 1957.
- Der Hebräerbrief, Verlag der Liebenzeller Mission, Bad Liebenzell 1963.
- Briefliche Seelsorge, Verlag der Liebenzeller Mission, Bad Liebenzell 1966.
- Gedanken für jeden Tag, Verlag der Liebenzeller Mission, Bad Liebenzell 1985, ISBN 978-3-88002-249-2.